# Ксантопротеиновая реакция

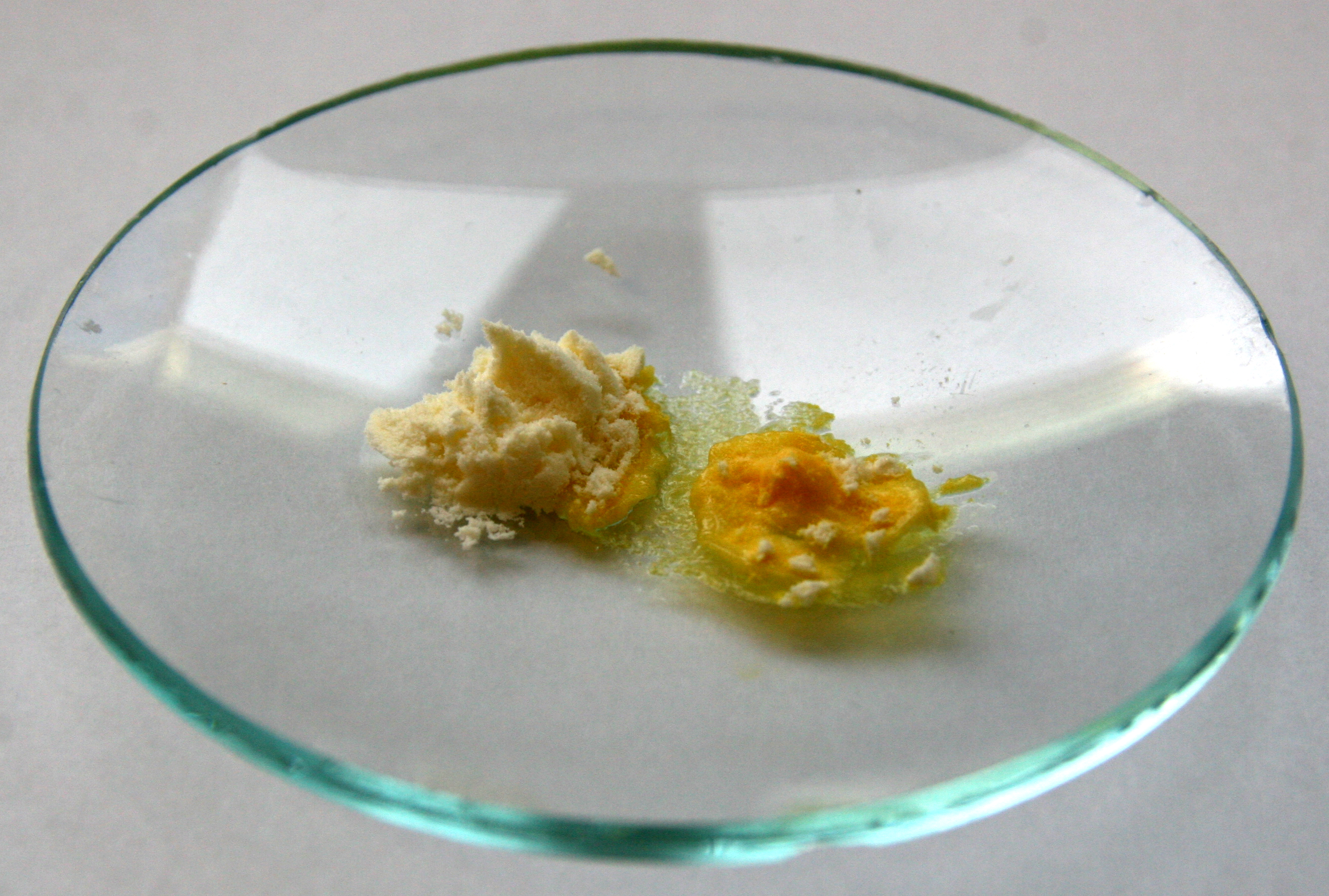
Продукт ксантопротеиновой реакции с характерным жёлтым цветом

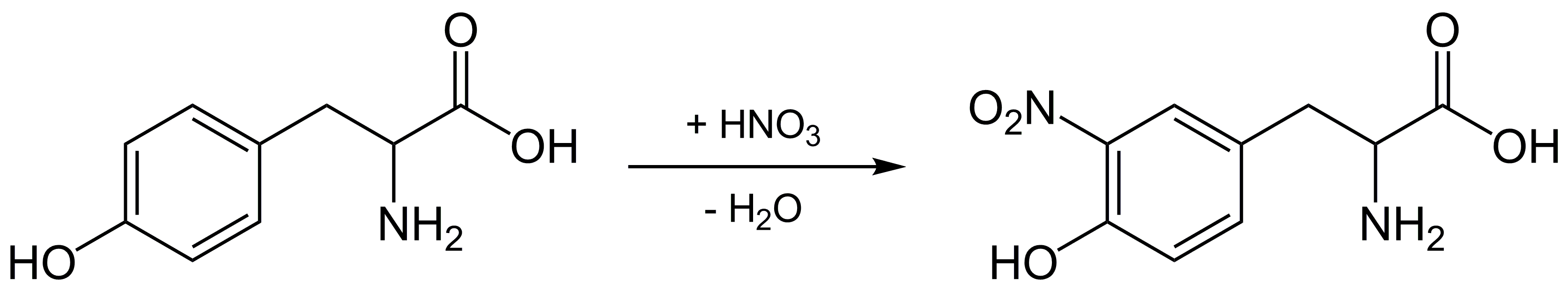
Реакция нитрования тирозина — пример ксантопротеиновой реакции

Ксантопротеиновая реакция, или реакция Мульдера (др.-греч. xanthos — желтый) — качественная реакция на белки, содержащие ароматические аминокислоты: фенилаланин, тирозин, триптофан. При добавлении азотной кислоты к раствору таких белков образуется жёлтый осадок, который растворяется при нагревании и окрашивает раствор. Если к получившемуся раствору добавить избыток аммиака или щелочи, окраска становится оранжевой.